# پسر آبی‌پوش (فیلم ۱۹۱۹)
پسر آبی‌پوش یا زمردِ مرگ (آلمانی: Knabe in Blau) یک فیلم صامت درام به کارگردانی فریدریش ویلهلم مورنائو است که در سال ۱۹۱۹ منتشر شد.
این فیلم، نخستین اثر فریدریش ویلهلم مورنائو در مقام کارگردان است و هیچ نسخه‌ای از آن باقی نمانده است. به نظر می‌رسد «فیلم‌خانهٔ آلمان: موزه فیلم و تلویزیون» ۳۵ راش کوتاه (با طولی مابینِ ۲ تا ۱۱ فریم) از آن در اختیار داشته باشد.
مورنائو این فیلم را با الهام از تابلویِ «پسر آبی‌پوش» اثرِ «توماس گینزبارو» و همچنین رمانِ «تصویر دوریان گری» اثرِ «اسکار وایلد» ساخته است.

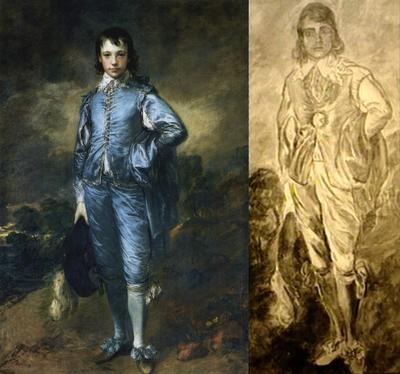
مقایسۀ تابلویی که توماس گینزبارو کشیده است (سمت چپ) و آنچه در فیلم به تصویر کشیده شده است.

## بازیگران
- ارنست هوفمان
- بلاندین ابینر
- کارل پلاتن
- گئورگ جان
- لئونارد هاسکل
- ماری فون بوئلو
- رودولف کلیکس